# Yousif Zaki
Yousif Zaki,, né le 7 décembre 2001 à Suez, est un coureur cycliste égyptien. Il participe à des compétitions sur route et sur piste.

## Biographie
En 2018, Yousif Zaki devient triple champion d'Afrique sur piste chez les juniors. Il s'impose par ailleurs sur le contre-la-montre des Jeux africains de la jeunesse,. L'année suivante, il décroche un nouveau titre de champion d'Afrique junior sur piste. Il s'adjuge aussi la deuxième place de l'épreuve chronométrée sur route aux championnats arabes. 
Lors des championnats d'Afrique de 2022, il termine premier de l'élimination et de la vitesse par équipes, deuxième de l'américaine et troisième de la poursuite par équipes. Il obtient également de nouvelles médailles sur les éditions suivantes. En dehors de l'Afrique et du monde arabe, il participe à diverses éditions de la Coupe des Nations. Il est par ailleurs sélectionné en équipe nationale pour disputer les Jeux olympiques de 2024.

## Palmarès sur piste

### Championnats d'Afrique
- Casablanca 2018
  -  Champion d'Afrique de poursuite par équipes juniors (avec Mohamed Farag et Assem Elhusseini Khalil)
  -  Champion d'Afrique de vitesse par équipes juniors (avec Mohamed Farag et Assem Elhusseini Khalil)
  -  Champion d'Afrique de course aux points juniors
  -  Médaillé d'argent de la poursuite juniors
  -  Médaillé d'argent du scratch juniors
  -  Médaillé de bronze du kilomètre juniors
- Pietermaritzburg 2019
  -  Champion d'Afrique du kilomètre juniors
- Le Caire 2020
  -  Champion d'Afrique de poursuite par équipes (avec Mohamed Mahmoud, Assem Elhusseini Khalil et Sayed Elkhouly)
  -  Médaillé de bronze de la poursuite individuelle
- Abuja 2022
  -  Champion d'Afrique de l'élimination
  -  Champion d'Afrique de vitesse par équipes (avec Ahmed Saad et Ahmed Elsenfawi)
  -  Médaillé d'argent de l'américaine
  -  Médaillé de bronze de la poursuite par équipes
- Le Caire 2023
  -  Médaillé d'argent de la poursuite par équipes
  -  Médaillé de bronze de l'américaine
- Le Caire 2024
  -  Médaillé d'argent de la poursuite par équipes
  -  Médaillé d'argent de l'américaine
  -  Médaillé de bronze du scratch
  -  Médaillé de bronze de l'élimination
- Le Caire 2025
  -  Médaillé d'or de l'américaine (avec Mahmoud Bakr)
  -  Médaillé d'argent de la poursuite par équipes

### Championnats arabes
- 2024[6]
  -  Médaillé d'or de l'américaine
  -  Médaillé d'or de la vitesse par équipes
  -  Médaillé d'argent du scratch
  -  Médaillé d'argent de l'élimination
  -  Médaillé de bronze du keirin

### Championnats nationaux
- 2020
  - 2e du championnat d'Égypte de l'omnium
- 2022
  -  Champion d'Égypte de l'omnium
  - 2e du championnat d'Égypte de poursuite
  - 2e du championnat d'Égypte de vitesse par équipes
- 2025
  -  Champion d'Égypte de l'élimination[7]
  - 2e du championnat d'Égypte de course aux points[7]

## Palmarès sur route

### Par année
- 2018
  -  Médaillé d'or du contre-la-montre aux Jeux africains de la jeunesse
- 2019
  -  Médaillé d'argent du contre-la-montre juniors aux championnats arabes
- 2022
  -  Médaillé de bronze du contre-la-montre par équipes en relais mixte aux championnats d'Afrique

### Classements mondiaux
| Année           | 2021 | 2022 | 2023 |
| --------------- | ---- | ---- | ---- |
| UCI Africa Tour | 107e | 84e  | 165e |